# Sindrome POEMS
Per sindrome POEMS in campo medico si intende un rarissimo disordine ematologico con determinate caratteristiche.

Il termine POEMS indica generalmente le manifestazioni: 
- Polyneuropathy, polineuropatia;
- Organomegaly, organomegalia;
- Endocrinopathy, endocrinopatia;
- Monoclonal protein, proteina monoclonale;
- Skin changes, alterazioni cutanee.

## Epidemiologia
Di carattere molto raro, è diffuso maggiormente in età adulta (quinta e sesta decade), ma si sono osservati casi in età adolescenziale.

## Sintomatologia
Fra i sintomi e i segni clinici ritroviamo la neuropatia periferica, papilledema (la cui eziologia viene ricondotta o ad una forma di infiammazione o all'ipertensione intracraniale), ingrossamento del fegato e della milza, amenorrea nella forma ipergonadotropa. Diabete mellito, ginecomastia, impotenza, ipotiroidismo, irsutismo e edema periferico. In molti casi i soggetti arrivano all'impossibilità di deambulare.

## Terapia
Il soggetto viene esposto a forti dosi di chemioterapia.